# Feketelábú nyest
A feketelábú nyest (Martes melampus) az emlősök (Mammalia) osztályának ragadozók (Carnivora) rendjébe, ezen belül a menyétfélék (Mustelidae) családjába és a rozsomákformák (Guloninae) alcsaládjába tartozó, Japánban honos, a cobollyal közeli rokonságban lévő emlősfaj.

## Megjelenése
A feketelábú nyest testhossza 47–55 cm; ehhez még hozzájön 17–22 cm-es farka. Testsúlya 0,5-1,7 kg között változik. A hímek nagyobbak, átlagos súlyuk 1,5 kg, míg a nőstényeké csak 1 kg. Szőrzetük sárgásbarnától sötétbarnáig változik, torkukon fehér vagy krémszínű folt figyelhető meg. Lábaik vége sötétbarna vagy fekete. A többi nyesthez hasonlóan törzsük hosszú, lábaik rövidek, farkuk bozontos. Legközelebbi rokona a coboly, amelytől a genetikai vizsgálatok tanúsága szerint 1,8 millió éve vált el.
Két alfaja van:
- M. melampus melampus
- M. melampus tsuensis

## Elterjedése
A feketelábú nyest Japánban honos. A fő alfaja Honsú, Sikoku és Kjúsú szigeteken őshonos. A második világháború előtt prémjéért tenyészteni kezdték Hokkaidón, 1949-ben pedig szabadon engedték az állományokat. Szado szigetére is betelepítették. A M. m. tsuensis alfaj csak a Koreai-szorosban fekvő Cusima szigetén található meg. A fajt észlelték a Koreai-félszigeten is, de önfenntartó populáció léte nem bizonyított.

## Életmódja
Életmódja hasonlít a cobolyéhoz. Elsősorban lombhullató és örökzöld lombos erdőkben él, de megfigyelték a telepített fenyvesekben is. A fák odvaiban vagy földbe vájt járatokban van a vacka.
Mindenevő. Nyulakra, rágcsálókra és madarakra vadászik, de megeszi a tojásokat, rovarokat, csigákat, halakat, békákat, rákokat, gyümölcsöket (pl. kakiszilva) és bogyókat is. Alapvetően opportunista ragadozó, azzal táplálkozik, ami az adott évszakban könnyebben hozzáférhető, pl. nyáron több rovart, ősszel több gyümölcsöt fogyaszt.
A feketelábú nyestek egy-kétéves korukban lesznek ivarérettek. A párzási időszak márciustól május közepéig tart. A nőstények július közepe és augusztus eleje között hozzák világra 1-5 (átlagosan 1,5) kölyküket. Az újszülöttek szőrösen, de vakon és süketen születnek. 3-4 hónapos korukban tanulnak meg vadászni, és nem sokkal később önálló életet kezdenek. Miután ivarérettel lesznek, kialakítják a többi nyesttől megvédett saját területüket, ami a hímek esetén kb. 0,7 km², a nőstényeknél pedig 0,63 km².

## Természetvédelmi helyzete
A feketelábú nyest a Természetvédelmi Világszövetség Vörös listáján nm veszélyeztetett státusszal szerepel. Hokkaido és Cusima kivételével december 1. és január 31. között prémjéért csapdázható (a nőstények nem). Cusimai alfaja védett. Az erdészetek számára hasznos, mert megfogja a fák kérgét megrágó japán nyulat. A városok terjeszkedése, a fakitermelés és a rovarirtó szerek túlzott használata miatt száma csökkenőben van. Veszélyt jelentenek rá a kóbor kutyák és az utakon elgázolhatják az autók. Hokkaidón elterjedési területe átfed a cobolyéval és hibridizálódhat vele, idegen génekkel szennyezve be a fajok eredeti génállományát.
A japán népmesék szerint ha a nyest elér egy bizonyos életkort, akkor jókai, természetfölötti erőkkel bíró szellem lesz belőle. Ha több ilyen nyest egymás hátára állt, akkor tűzoszlop keletkezett belőlük, amellyel házakat tudtak felgyújtani.  

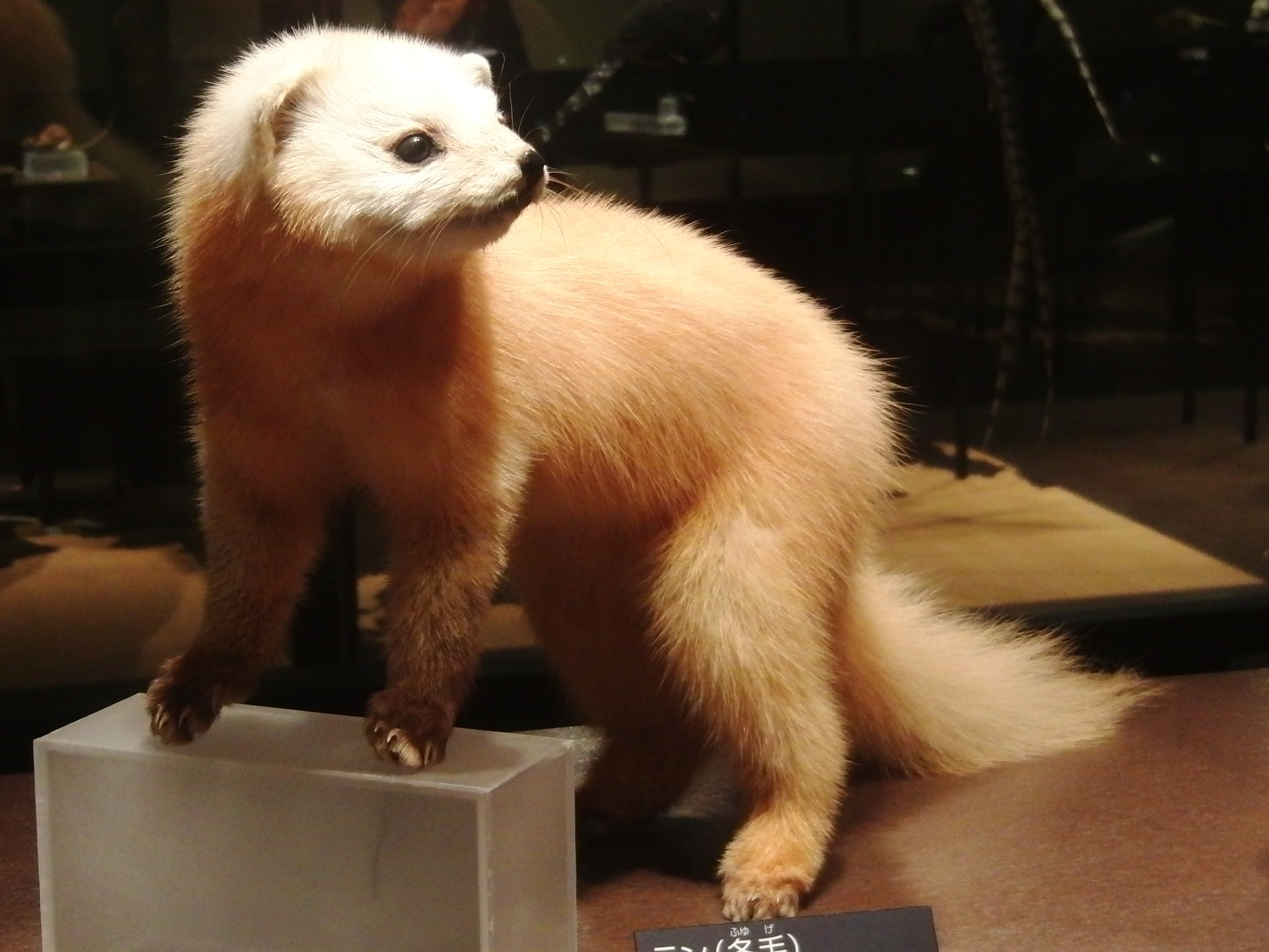
Kitömött nyest a Tokiói Természettudományi Múzeumban
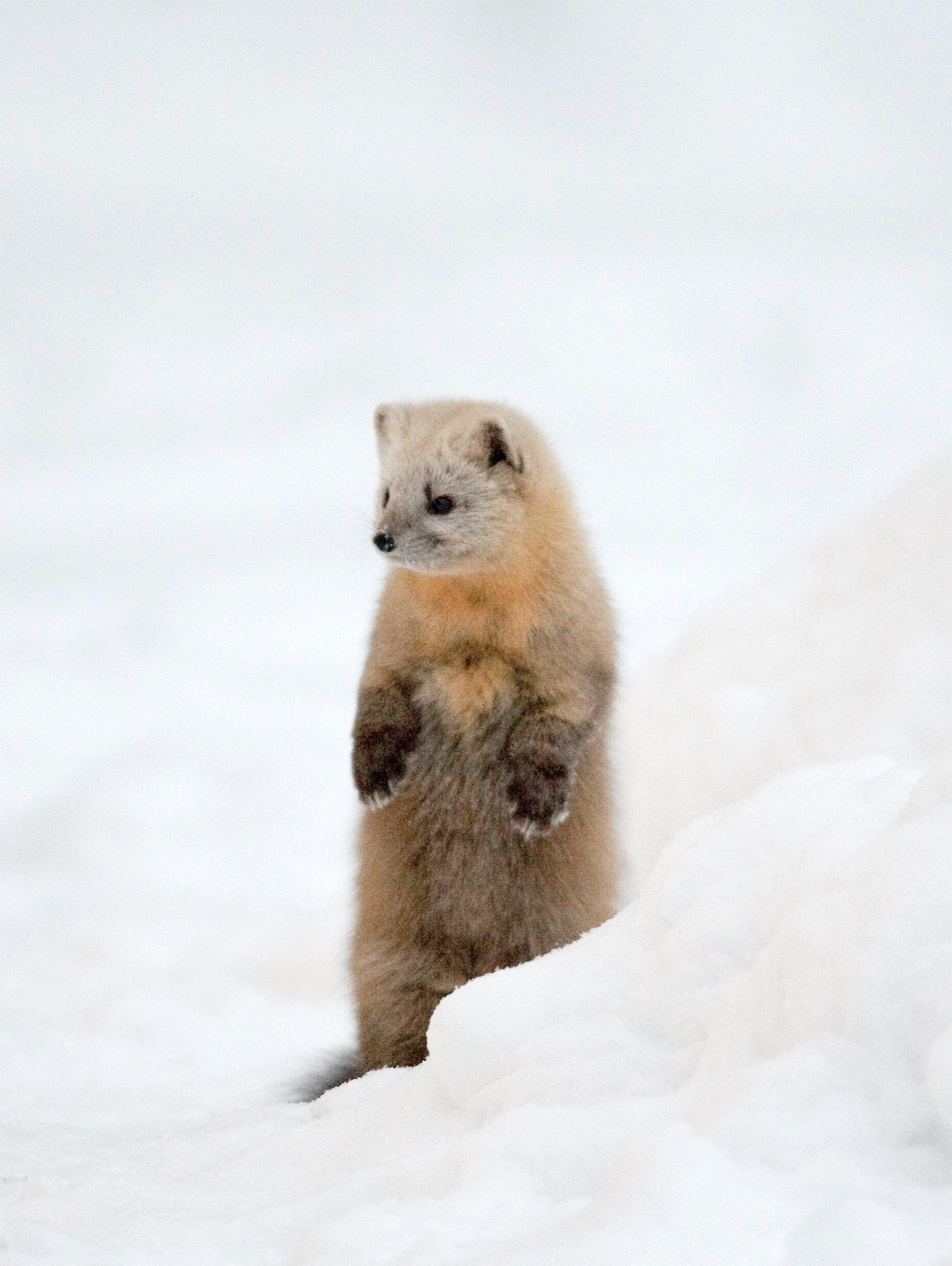
Ágaskodó feketelábú nyest
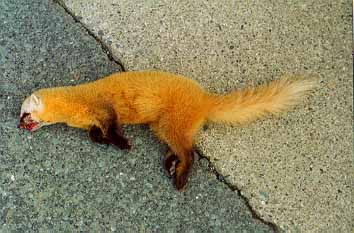
Elgázolt nyest
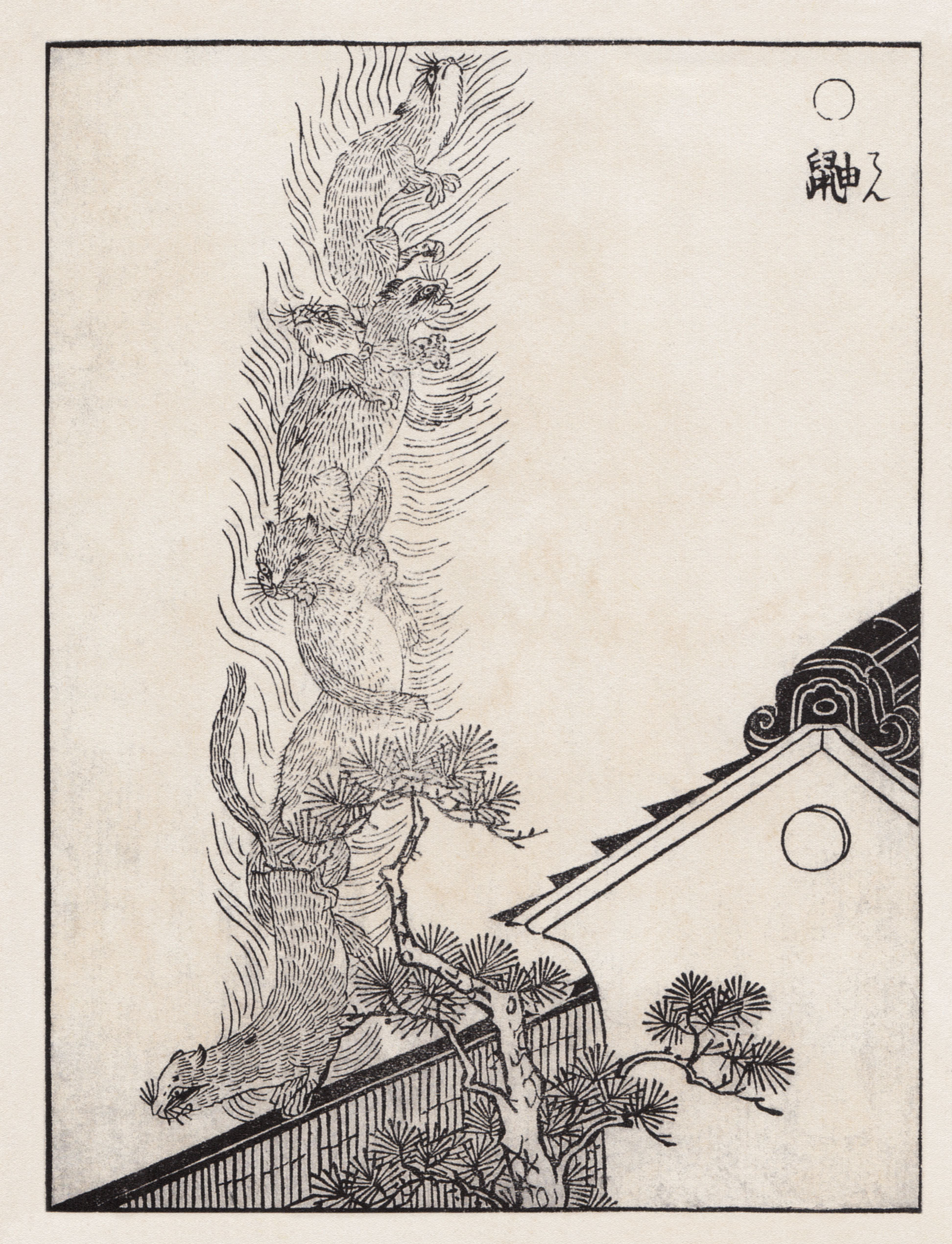
Gyújtogató nyestszellemek